# Saab 2000
Saab 2000 — шведский пассажирский турбовинтовой самолёт. Разработан и серийно производился фирмой Saab. Один из самых быстрых пассажирских турбовинтовых самолётов в мире, крейсерская скорость — около 665 км/ч, сравним по скорости с турбореактивными вариантами. Является удлинённой версией самолёта Saab 340.
В России эксплуатировался авиакомпанией «Полёт».

## История

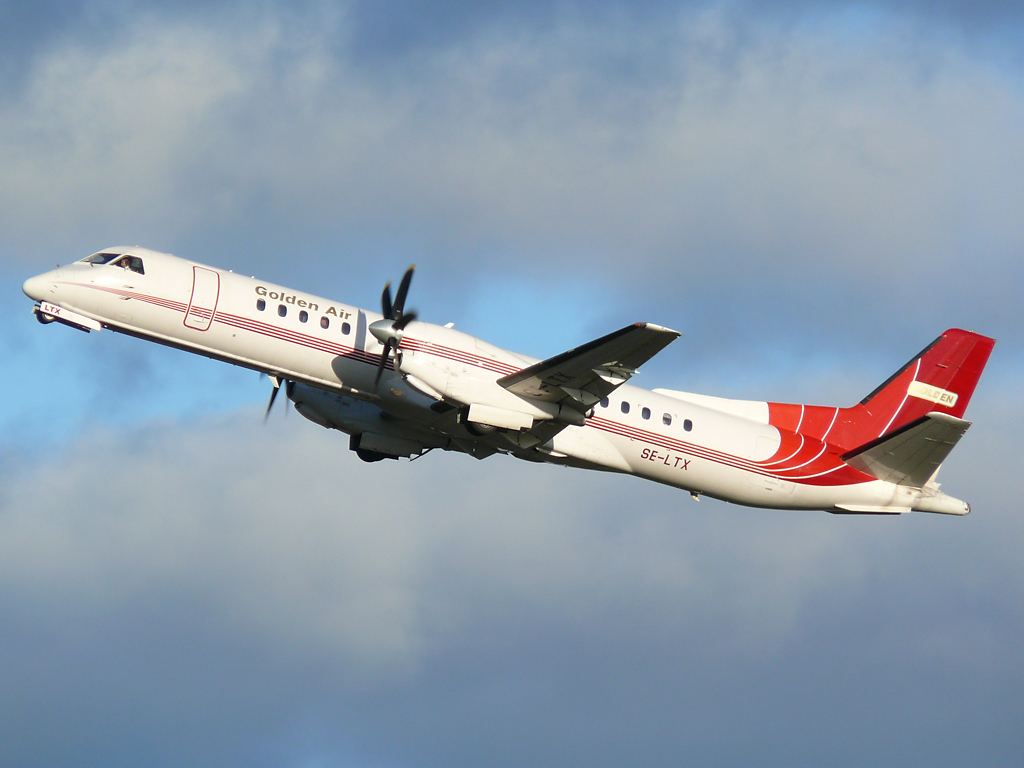
Saab 2000 авиакомпании Golden Air

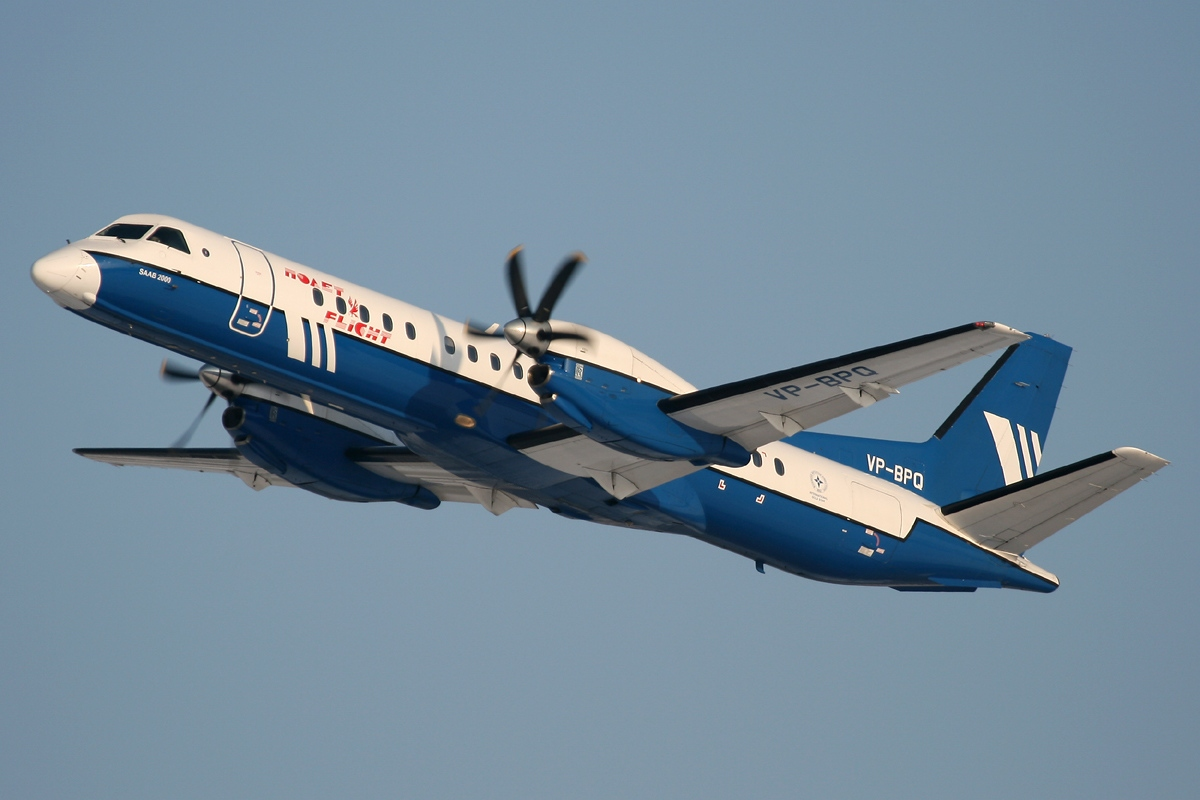
Saab 2000 авиакомпании «Полёт»

В декабре 1988 года компания «Saab» решила построить удлинённую версию своего успешного регионального авиалайнера Saab 340 с двумя турбовинтовыми двигателями. Новый самолёт планировался для удовлетворения предполагаемого спроса на высокоскоростной 50-местный турбовинтовой самолёт с хорошими характеристиками набора высоты, который способен работать на коротких и средних трассах с маршрутным временем не сильно уступающим реактивным самолётам при сохранении эффективности, обеспечиваемой турбовинтовыми двигателями. Новый авиалайнер, получивший название Saab 2000, был официально запущен в мае 1989 года, а «Saab» уже имел твёрдые заказы на 46 самолётов и опцион на 147. Самолёт был собран на заводе Линчопинга «Saab», с крупными субподрядчиками, включая CASA, который построил крылья самолёта, «Short Brothers», который построил хвостовую часть фюзеляжа и «Valmet», который построил хвостовые поверхности самолёта. Saab 2000 впервые совершил полёт 26 марта 1992 года и поступил в коммерческую эксплуатацию в сентябре 1994 года.
Saab 2000 имеет на 15 % больший размах крыла, чем Saab 340, и фюзеляж, удлинённый на 7,55 м, может перевозить до 58 пассажиров с высокой плотностью размещения и 50 с более удобной компоновкой. Двигатели размещались дальше от фюзеляжа чем на Saab 340, чтобы уменьшить шум в кабине. Среди турбовинтовых региональных авиалайнеров Saab 2000 выделяется высокими скоростными показателями. Для прохождения маршрута протяжённостью 1 600 км самолёту требуется 3 часа времени, набор высоты 6 100 м осуществляется за 10 минут. Для сравнения ATR 72-600 набирает высоту 5 180 м за 17,5 минут. Максимальная высота полёта в 9 450 м позволяет обходить непогоду. По своим скоростным характеристикам Saab 2000 сопоставим с Bombardier Dash 8-Q400, но сильно уступает ему по пассажировместимости.
Продажи Saab 2000 были довольно ограниченными. Основным первоначальным заказчиком была Crossair, региональная авиакомпания. Crossair приобрёл 34 самолёта и до сих пор эксплуатирует этот тип. Из-за ограниченного спроса Saab прекратил производство Saab 2000 в 1999 году, причём последний самолёт был доставлен в Crossair 29 апреля того же года. К 2013 году 57 самолётов Saab 2000 остались в эксплуатации. Основной причиной низких продаж стал успех недавно введённых региональных реактивных самолётов, таких как Bombardier CRJ и Embraer ERJ 145, которые обеспечили лучшую производительность и комфорт для пассажиров. В то же время Saab 2000 в связи с высокой крейсерской скоростью и мощными двигателями по удельному расходу топлива не мог конкурировать с более медленными и более экономичными конкурентами такими как ATR 42 и ATR 72. Согласно официальным источникам Saab 2000 вмещает 50 пассажиров и на максимальной крейсерской скорости расходует 975 кг топлива на маршруте протяжённостью 560 км, в то время как ATR 72-600 вмещает 68 пассажиров и расходует на аналогичном маршруте 859 кг топлива. Свою роль сыграла немалая начальная цена. Некоторые более мелкие авиалинии, в том числе Eastern Airways в Великобритании, впоследствии приобрели 2000-е за небольшие деньги и эксплуатировали их на региональных маршрутах, которые испытывают меньшие пассажиропотоки, а также на трансферных услугах в Великобритании для персонала нефтегазового сектора, работающего в Северном море.

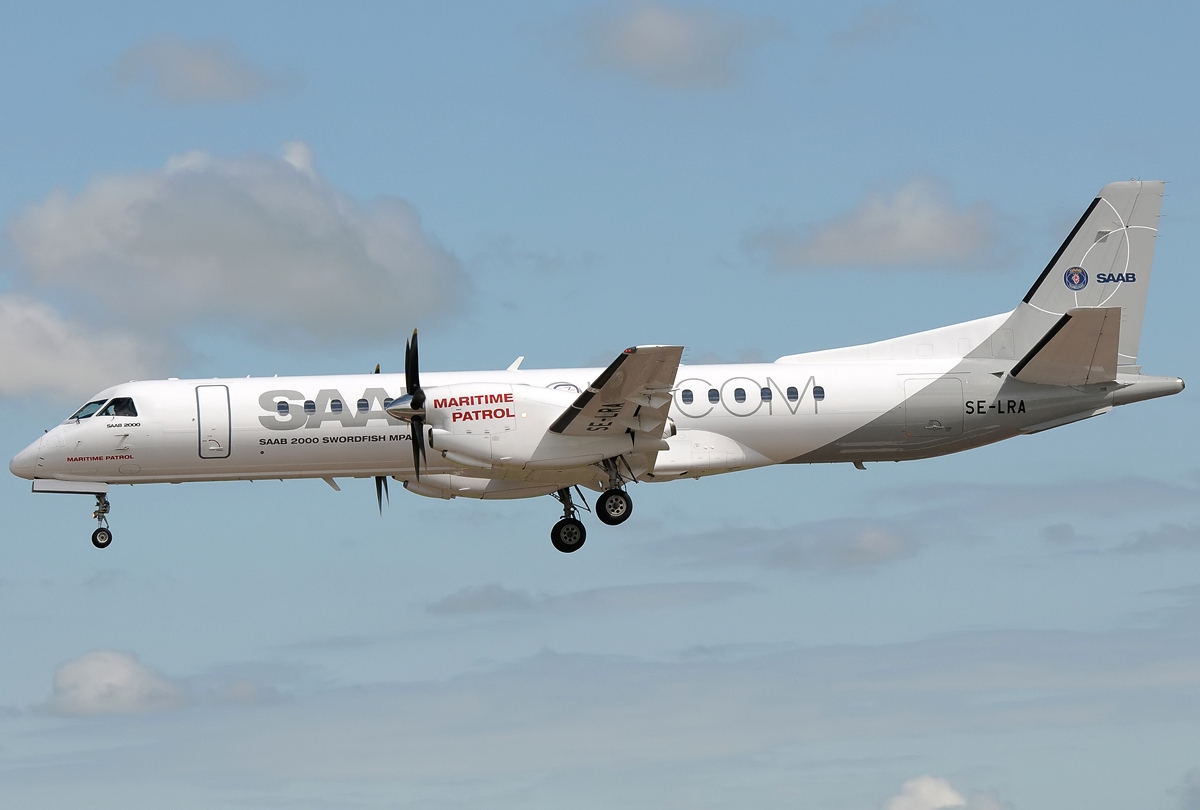
Saab Swordfish MPA, 2012 год

В июне 2006 года Пакистан завершил закупку шести турбовинтовых самолётов Saab 2000, которые будут оснащены системой раннего предупреждения Saab-Ericsson ERIEYE. В мае 2007 года в связи с повторным обсуждением с правительством Пакистана будет доставлено только пять самолётов, четыре из которых будут оснащены системой Erieye. 3 апреля 2008 года на церемонии в Швеции был представлен первый экземпляр Saab 2000 Erieye AEW & C, который был представлен представителям Пакистанских военно-воздушных сил.
В 2012 году был представлен вариант Saab 2000 для морского патрулирования — Saab Swordfish MPA.

## Общие характеристики
- Экипаж: 2 чел.
- Вместимость: до 50 пассажиров [2]
- Полезная нагрузка: до 5900 кг
- Максимальная дальность полёта (с LR баками) — 2035 км.
- Длина: 27,28 м
- Размах крыла: 24,76 м
- Высота: 7,73 м
- Площадь крыла: 55,7 м²
- Вес пустого: 13 800 кг
- Максимальный взлётный вес: 22 999 кг
- Силовая установка: 2 × турбовинтовых Allison AE 2100A, 3096 кВт
- Винт: шестилопастной пропеллер изменяемого шага

## Лётные характеристики
- Крейсерская скорость: 685 км/ч
- Максимальная высота полёта: 9450 м
- Скороподъёмность: 11,4 м/с

## Происшествия
По состоянию на 4 июня 2020 года, в результате авиационных происшествий было потеряно 6 самолётов Saab 2000. При этом погиб 1 человек.
| Дата       | Бортовой номер | Место происшествия | Жертвы | Краткое описание |
| ---------- | -------------- | ------------------ | ------ | --- |
| 08.10.1999 | SE-LSF         | Стокгольм          | 0/2    | Получил серьёзные повреждения после столкновения с ангаром.                                                                                   |
| 10.07.2002 | HB-IZY         | Вернойхен          | 0/20   | Столкнулся с насыпью во время вынужденной посадки на бывший военный аэродром во время сложных погодных метеоусловий. Пострадал один пассажир. |
| 13.02.2012 | YR-SBK         | Крайова            | 0/55   | Во время взлёта сошёл с полосы и врезался в сугроб.                                                                                           |
| 16.08.2012 | 10049          | Камра              | 0/0    | Уничтожен в перестрелке с боевиками. |
| 28.01.2014 | HB-IZG         | Париж              | 0/19   | Списан после жёсткой посадки. |
| 15.12.2015 | G-LGNO         | Самборо            | 0/33   | После попадания молнии потерял управления перейдя в пикирование, но сумел совершить аварийную посадку.                                        |
| 17.10.2019 | N686PA         | Уналашка           | 1/42   | Выкатился за пределы ВПП. |